# Ageneiosus polystictus
Ageneiosus polystictus är en fiskart som beskrevs av Steindachner, 1915. Ageneiosus polystictus ingår i släktet Ageneiosus och familjen Auchenipteridae. Inga underarter finns listade i Catalogue of Life.